# ألفيس تاكتيكا
الفيس تاكتيكا (بالإنجليزية: Alvis Tactica)‏ هي مركبة عسكرية ذات عجلات 4X4 أو 6X6، والتي تنتجها «جيه كيه إن الدفاعية» (GKN Defense) و «الفيس بيه إل سي» (Alvis plc)، وفي وقت لاحق أنتجت من قبل شركة بي ايه اي سيستمز لاند سيستمز. المركبة تم تصميمها من قبل «غلوفر ويب» وتم عرضها في عام 1988.. وتأتي في عدد من المتغيرات منها: ناقلة جنود مدرعة والأمن الداخلي ومكافحة الشغب. الآن المركبة لم تعد تنتج من قبل بي ايه أي سيستمز.

## المستخدمين
متغيرات في الخدمة مع الدول التالية:
- الجيش الارجنتيني: 10 تم نشرها مع قوة الأمم المتحدة لحفظ السلام في قبرص
- غانا
- إندونيسيا (12 تم نشرها من قبل قوات الشرطة)
- موريشيوس (14 تم نشرها من قبل الجيش)
- النرويج - (الجيش الملكي النرويجي، 3 في الخدمة كسيارات إسعاف)
- السعودية - (وزارة الحرس الوطني (السعودية) ووزارة الداخلية (السعودية))
- - الجيش البريطاني اعتبارا من عام 1993 أيرلندا الشمالية، الآن جميعها متقاعد.

## وصلات خارجية
- BAE Tactica